# Anthony Corallo
 (novembre 2017).
Si vous disposez d'ouvrages ou d'articles de référence ou si vous connaissez des sites web de qualité traitant du thème abordé ici, merci de compléter l'article en donnant les références utiles à sa vérifiabilité et en les liant à la section « Notes et références ».
Antonio « Tony» Corallo (East Harlem, 12 février 1913 – Springfield (Missouri), 23 août 2000) était un mafieux italo-américain, parrain de la famille Lucchese.

## Biographie

### Jeunesse et entrée dans la famille Lucchese
Ayant grandi dans le quartier italien très pauvre et mal famé d'East Harlem Corallo a dû se battre pour rester en vie. Il est a peine allé à l'école, et alors qu'il n'était qu'un adolescent, il fut présenté à John "Johnny Dio" Dioguardi, un gangster local qui œuvrait principalement dans le racket des commerçants, et fut recruté au sein du 107th Street Gang dans les années 1920. Les activités de Corallo dans ce gang étaient alors l'extorsion, les paris clandestins et l'organisation de jeux illégaux. Il entra quelques années plus tard dans la Famille Lucchese, une des Cinq Familles de New York. Corallo se fit arrêter par la police pour la première fois en 1929, pour vol qualifié. Quand Tommy Lucchese devint le parrain de la Famille en 1953, Corallo commença à devenir un membre important du milieu. Lucchese croyait en Corallo et le nomma capo alors que "Tony Ducks" n'avait qu'une trentaine d'années.

### Montée en puissance dans le crime organisé
Corallo réussissait bien dans chaque combines qu'il entreprenait. Lorsqu'il fut nommé capo il quitta Harlem pour mener ses affaires dans le Queens. Il était très impliqué dans le racket de syndicats de travailleurs. Il contrôlait notamment le Syndicat des Peintres et des Décorateurs, le Syndicat des Plombiers, et le Syndicat des Métiers du Textiles. Il fut questionné par le comité McClellan, le comité anti-mafia, sur un détournement de fonds s'élevant à environ 70 000 dollars. L'argent avait été détourné du Syndicat des Camionneurs. Comme la plupart des autres mafiosi interrogés, Corallo invoqua le cinquième amendement (le droit de garder le silence) durant les deux heures où il fut interrogé.

### Mort de Lucchese, règne de Tramunti et puis parrain de la famille Lucchese
Après la mort de Tommy Lucchese en 1967, Corallo était supposé être le nouveau boss de la Famille Lucchese. Cependant, il était condamné à une peine de deux ans de prison pour avoir corrompu deux procureurs de la cour suprême de New York. Pendant qu'il était en prison, la Commission nomma Carmine Tramunti comme boss de la Famille Lucchese. Corallo fut libéré en 1974, et devint le nouveau boss de la Famille. Il fut un des meilleurs boss de la Famille Lucchese, et impliqua ses capo et ses soldats dans l'industrie de la construction. Il étendit également son influence dans ce qui deviendra un des rackets principaux de la Famille Lucchese : le ramassage des ordures, en mettant au point des décharges de déchets toxiques. Corallo était un parrain à l'ancienne; il laissait aux boss des autres Familles la gloire et la célébrité et gardait profil bas, préférant privilégier les affaires. Une autre de ses combines était le contrôle de la distribution du gravier dans la région new-yorkaise. Ceci augmenta encore plus son influence sur les métiers de la construction, le gravier étant souvent nécessaire à la construction de bâtiments. Ensuite, avec l'aide du capo Paul Vario et son crew, Corallo contrôlait le fret de l'aéroport JFK, situé dans la partie sud-est du Queens. Sous son règne en tant que boss, Corallo fit fortune, en s'enrichissant lui et les membres de sa Famille, tout en évitant l'attention des autorités. Durant les années 1970, "Tony Ducks" avait mis la main sur plusieurs syndicats majeurs à New York. Il avait aussi étendu son influence dans l'État du New Jersey, grâce à un de ses protégés, Anthony Acceturo, qui avait étendu la faction du New Jersey des Lucchese en commençant par dirigé un crew de mafiosi, basé dans un quartier italien de Newark.

### Arrestation et décès
Dans les années 1980, le FBI avait comme objectif de faire tomber tous les boss des Cinq Familles de la Cosa Nostra new-yorkaise. Les fédéraux cachèrent un micro dans la Jaguar de Salvatore Avellino, le chauffeur de Corallo, où le parrain des Lucchese avait l'habitude de parler affaires. Le 25 février 1985, le FBI et la police de New York arrêtèrent Corallo dans sa grande maison située à Long Island. Le lendemain, un grand jury fédéral déclara la liste des accusés. En plus de Corallo, il y avait Phillip Rastelli (en), (boss de la Famille Bonanno), Gennaro Langella (en), (acting boss de la Famille Colombo), Paul Castellano (Boss de la Famille Gambino), Anthony Salerno (en) (boss de la Famille Genovese), ainsi que plusieurs membres haut placés dans la hiérarchie des Cinq Familles. En novembre 1986, tous les accusés furent déclarés coupables et les cinq boss des Familles furent condamnés à cent ans de prison. Seul Paul Castellano, qui fut assassiné le 16 décembre 1985 sous les ordres de John Gotti, échappa à la prison. Pour "Tony Ducks" c'était la fin d'un règne lucratif en tant que parrain de la Famille Lucchese. Antonio Corallo, l'un des plus grands parrain des Cinq Familles mourut de cause naturelle au centre médical pour prisonniers fédéraux, en 2000. Il avait 87 ans.